# Catasetum lemosii
Catasetum lemosii es una especie de orquídea epifita originaria de Brasil.

## Descripción
Es una orquídea epifita de tamaño mediano, que prefiere clima cálido. Tiene  , pseudobulbos erectos que llevan hojas curvadas elíptico-oblongas, con margen ondulado. Florece en una inflorescencia laxa de 35 cm de largo, con muchas flores.

## Distribución
Se encuentra en el norte de Pará en Brasil.

## Taxonomía
Catasetum lemosii fue descrito por Robert Allen Rolfe y publicado en Bulletin of Miscellaneous Information Kew 1894(95): 393–394. 1894.
Etimología
Ver: Catasetum
lemosii: epíteto
Sinonimia
- Catasetum roseum Barb.Rodr. (1877)[3]